# Enteromius aboinensis
Enteromius aboinensis — вид променеперих риб із роду Enteromius. Був описаний із річки Амбойна в Нігері, а також був знайдений у річці Бенуе.